# 科沙季夫
50°32′28″N 26°13′38″E / 50.54111°N 26.22722°E
科沙季夫（烏克蘭語：Кошатів），是烏克蘭西北部的村莊，隸屬里夫內州的里夫內區。該村面積5.2平方公里，海拔高度205米，2024年人口280，人口密度每平方公里59.2人。